# Gyönyörök kertje
A Gyönyörök kertje Hieronymus Bosch egyik legismertebb műve, triptichon, melyet Földi Paradicsomnak is hívnak. A triptichon hármas oltárkép, egy-egy behajtható szárnnyal. A két oldalszárny becsukva, a fő képet védi. Az egész mű egyszerre befogadhatatlan a néző számára, ha azonban részletről részletre haladva figyeljük meg, ámulatba ejtő a festői koncepció gazdagsága. A paradicsomot, a földi gyönyöröket és a pokol kínjait részletekben ábrázoló képet 1500 táján fejezte be Bosch, ám művészi kifejezésmódja nem szorítható időkeretek közé. A festmény pontos datálása vitatott, egyes kutatók Bosch korai művei közé sorolják, ám az általában elfogadott nézet szerint kései művei sorát gyarapítja.

## A triptichon

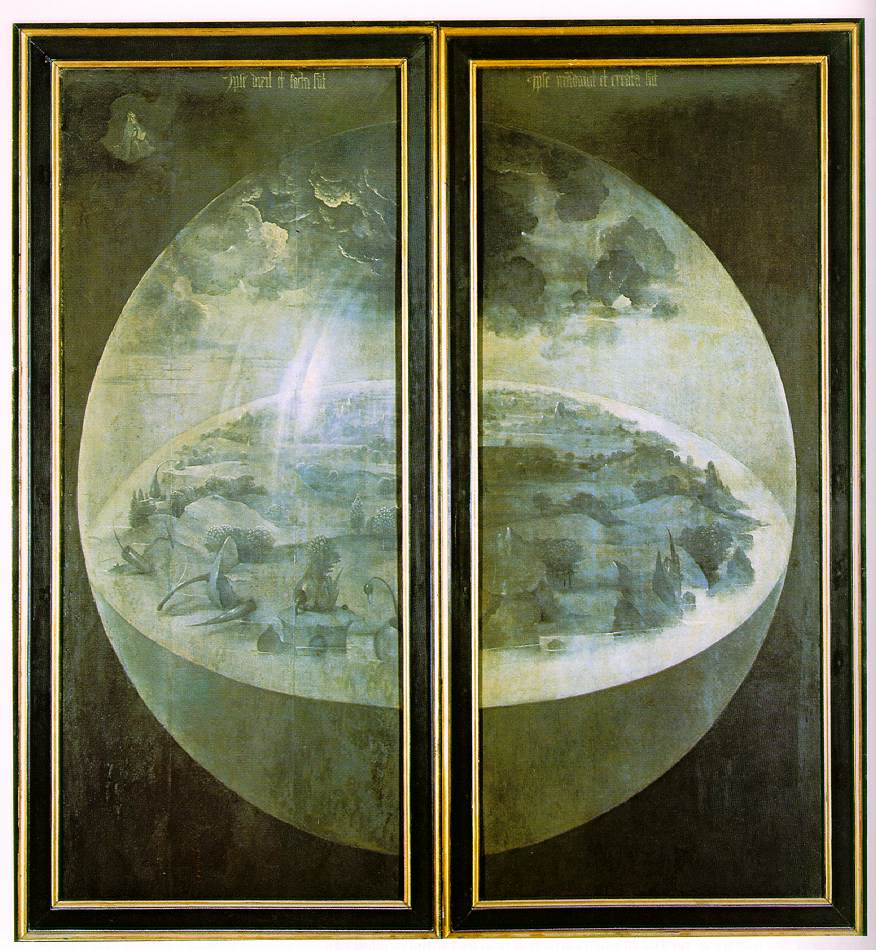
Az összecsukható triptichon fedelén, csukott állapotában A világ teremtése című festmény látható

A triptichon – a középkor kedvelt oltárképalakzata – tölgyfatáblára van festve, az eredeti kereteket forgópántok rögzítik egymáshoz. Három tábla alkotja: a középső tábla a Földi gyönyörök kertje 190×175 cm, a szárnyak mérete 187,5×76,5 cm. A bal oldali tábla a Paradicsom, a jobb oldali a Pokol ábrázolása. Bosch 1500 táján fejezte be a képet. A mű története kalandos: 1517-ben III. (Nassaui) Hendrick, orániai herceg brüsszeli palotájában volt. A herceg szenvedélyes műgyűjtő hírében állt, és egyes nézetek szerint ő volt a kép világi megrendelője. A festmény 1568-ban a spanyol nemesek konfiskációja révén Spanyolországba került, majd 1591-ben már a „legkatolikusabb király”, II. Fülöp magánlakosztályát díszítette az Escorialban. A mű sérült állapotban maradt fent, 2000-ben fejeződött be a restaurálása. Jelenleg a madridi Prado múzeum gyűjteményében található.
A 20. század újra felfedezte magának Bosch művészetét. Sok kutató a freudi lélektan alapján elemezte a képet. Ám Bosch képi világa csak korának kulturális keretei közt vizsgálható. Rajzai a Gyönyörök kertjében nagy gazdagságot mutatnak, hol ijesztőek, hol humorosak, sokszor realisztikusan nézve képtelen szimbiózisokat mutatnak, amelyek a szimbólumok értelmezése révén nyernek értelmet.

### AParadicsom
A Paradicsom címet viselő táblán Isten mellett Ádámot és Évát látjuk. A „hagyományos” kiűzetés jelenetet ez az idillt sugalló kép váltja fel, a háttérben az élet kútjával. A rózsaszínek és zöldek harmóniáját azonban képzeletbeli teremtmények, csúszómászók, és egyéb fura teremtmények törik meg.

### AGyönyörök kertje
A Gyönyörök kertje több szimbólumot is rejt: óriási rigók és óriási récék hátán férfiak üldögélnek, társalkodnak, lovagolnak. A lovaglás ősi termékenységi rítusokat idéz. A madár az égi világhoz tartozik, elsősorban lélekszimbólum, a sámánok égi küldönce. A keresztény tanításban az Istennek engedelmeskedő lelkek jelképe. Több helyen a madarak piros gyümölcsökkel táplálják a férfiakat. A gyümölcs az ember bűnbeesésére is utalhat, viszont a madarak, mint égi küldöncök révén a lelki táplálékot is jelentheti. A korabeli flamand köznyelvben a gyümölcsszedés a nemi aktus szinonimája.
Hangyabolyszerű kuszaságban mezítelen emberek merülnek el az erotikában és más élvezetekben. A tömegben látható például egy piros gömb, amelyben egy férfi alakja és egy növény található. A gömblakás fala már megrepedt, mintha a növény kitörni készülne. Egy átlátszó falú folyosón befelé igyekszik egy egér, a jövőbeli együttélés harmadik alakja.
Ugyancsak a kép ezen részén további példát találunk az ember–állat–növény hármas szimbiózisára: két meztelen férfiláb fölfelé mered óriási V betűt formázva, két keze pedig szemérmesen eltakarja a nemi szervet. A lábak között ismét egy piros gömb. Benne és mellette madarak. Egy hosszú krisztustövis átszúrja a gömböt. A teljesség jelképe a gömb, az öröm és a vér színével festve. Ez a szimbólum utalhat arra is, hogy a teljesség a férfi számára a két láb között van. A krisztustövisként azonosított növény vallásos asszociáció felé is terelheti az elemzést.
Az ember–állat együttesek a rajzokon az ember lelkében és jellemében megjelenő állati motívumokként is értelmezhetők. A bennünk élő szörnyeket szeretnénk elnyomni, miközben kíváncsiak vagyunk saját szörnyeink arcára.
Wilhelm Fraenger, Bosch egyik értelmezője szerint a középső táblakép egy tényleges esküvő megörökítése. A hatalmas ünneplésből fontos frigyre következtetett. Az ifjú párt a tábla jobb alsó sarkában vélte felfedezni, egy barlang takarásában. A meztelen tömegben egyedül ez a férfi visel ruhát. Fraenger szerint ez a férfi vagy maga a festő, vagy pedig a kép inspirálója. Fraenger elméleteit azonban sokan bírálják.

### APokol
A Pokol című táblakép az utolsó ítélet különös vízióit mutatja be, mindazt, amitől a középkori ember rettegett. Bosch színei hirtelen sötétre váltanak. A kép középpontjában a művész legtalányosabb alakja látható: a melankolikus fa-ember. Testében egy középkori kocsmajelenet látható. Egyes felfogások szerint Bosch a megrázó büntetések kieszelésével megcsúfolta az aszketizmus híveit. Más felfogás szerint őszinte keresztényi szándék vezette, amikor elrettentésül bemutatta a bűnök következményeit.
Szélesebb keretek közt értelmezve Bosch művészetében megjelenik a keresztény mítosz együttese: az ég – az istenség, a teremtés – a föld és a büntetés helye – az alvilág.

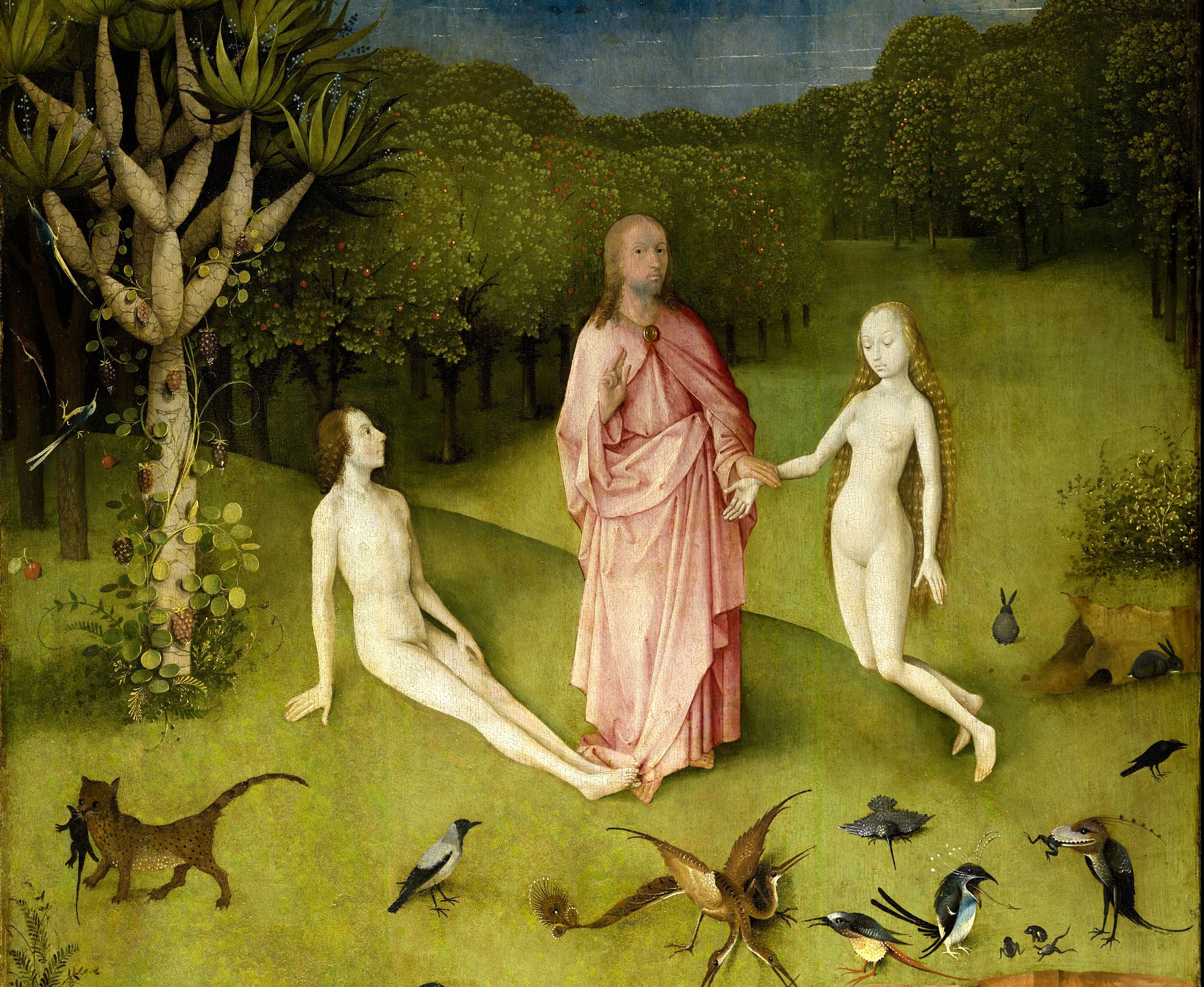
A triptichon bal oldali tábláján Isten mellett Ádám és Éva van ábrázolva a Paradicsomban
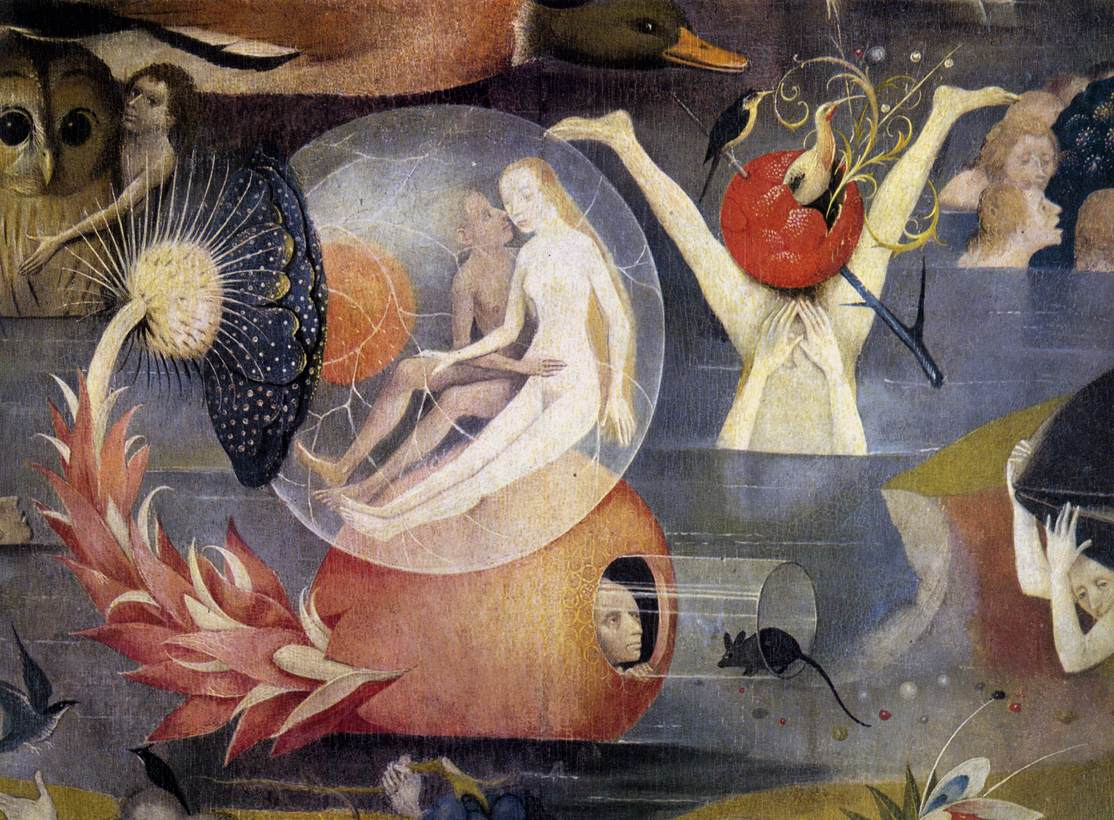
A Gyönyörök kertje című középső kép alsó részén az áttetsző burokba zárt emberpár Ádám és Éva
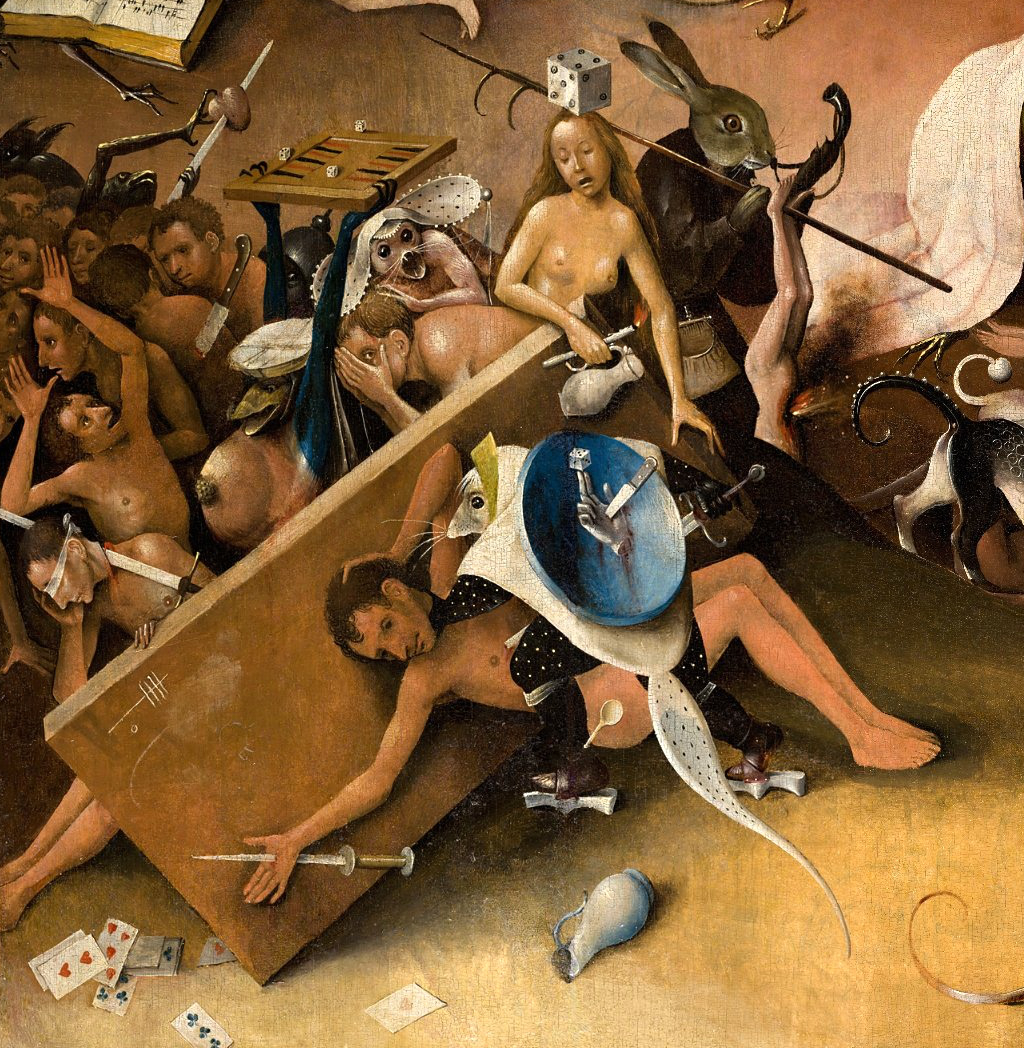
A Pokol című jobb oldali kép alsó részén Ádám és Éva